# Hugues II (roi de Chypre)
Pour les articles homonymes, voir Hugues II.
Hugues II de Lusignan, né en 1252 et mort le 5 décembre 1267, roi de Chypre (1254-1267), est un fils d'Henri Ier le Gros, roi de Chypre, et de Plaisance d'Antioche.

## Biographie
Né au cours de l'automne 1252, il devient roi à la mort de son père le 18 janvier 1254, sous la régence de sa mère Plaisance d'Antioche. Il y avait eu un litige entre le roi Henri le Gros et l'archevêque de Nicosie, que la régente s'attacha à aplanir.
Bien que la régente soit appelée à être régente de Jérusalem, les Chypriotes se tiennent à l'écart des affaires palestiniennes dans les années qui suivent, n'intervenant ni pendant la croisade mongole de 1260, ni pendant la guerre de Saint-Sabas de 1261 à 1264.
Il est vrai que le royaume de Chypre a ses propres problèmes : Hugues de Fagiano, l'archevêque latin de Nicosie, refuse de respecter la décision du pape Innocent IV qui avait autorisé en 1251 la nomination d'un archevêque grec dans l'île de Chypre et refusait de le voir comme son égal, mais comme son subalterne. Même si ce litige n'occasionne pas de combats, la vie chypriote en est agitée, jusqu'à la bulle pontificale, dite Constitution Chypriote, rendue par le pape Alexandre IV le 3 juillet 1260. Cette constitution du clergé grec institue quatre diocèses dans l'île ayant les mêmes limites que les diocèses latins et déclare que chaque évêque grec est subordonné à son homologue latin. L'archidiocèse grec est supprimé, mais l'archevêque grec Germain en conserve la dignité durant toute sa vie. C'est un progrès pour l'église latine et un recul pour la grecque, mais Hugues de Fagiano déclare ne pas disposer de pouvoirs suffisants pour exercer son ministère, renonce à sa dignité et se retire en Toscane.
Plaisance d'Antioche meurt en septembre 1261, et la régence est confiée à sa tante Isabelle de Lusignan, qui la confie à son fils Hugues de Poitiers-Lusignan pour prendre la régence de Jérusalem. Le caractère insulaire du royaume de Chypre le place à l'abri de Baybars, sultan mamelouk d'Égypte, qui reprend la guerre contre les Francs. L'île jouit d'une période de prospérité commerciale, mais Baybars les accuse d'avoir arraisonné une de ses galères, emmenant une ambassade à Byzance. Il se venge des chypriotes en attaquant Antioche et s'allie à l'empereur byzantin Michel VIII Paléologue qui menace Chypre vers 1262. Cette menace incite le régent à ménager la population grecque, afin d'éviter une révolte qui permettrait aux Byzantins de débarquer.
Hugues II est mariée en 1264 à Isabelle d'Ibelin, héritière de la seigneurie de Beyrouth. À la fin de l'année 1267, il tombe malade et meurt le 5 décembre. C'est le régent, son cousin germain, qui lui succède sous le nom d'Hugues III.

## Mariage
Il avait épousé en 1264 Isabelle d'Ibelin (1252 - 1282), mais ce mariage est resté sans postérité.